# Harakat ul-Mujahidin
Harkat-ul-Mujahideen (en árabe حركة المجاهدين; abreviado HUM, Organización Yihadista Islámica) es un grupo islamista militar pakistaní. Se estableció en 1985, inicialmente oponiéndose a la presencia soviética en Afganistán. Los fundadores del grupo eran una escisión de Harkat-ul-Jihad-al-Islami.

## Países que declaran al HUM como organización terrorista
| País           | Fecha                 | Referencias |
| Baréin         |                       | [ 2 ]       |
| Canadá         |                       | [ 3 ]       |
| India          |                       | [ 4 ]       |
| Reino Unido    | 14 de octubre de 2005 | [ 5 ]       |
| Estados Unidos |                       | [ 6 ]       |